# Boyléite
La boyléite est un minéral de la classe des sulfates, qui appartient au groupe de la rozénite. Il porte le nom de Dr. Robert William Boyle (1920-2003), géochimiste canadien de la Commission Géologique du Canada, à Ottawa, Canada.

## Caractéristiques
La boyléite est un sulfate de zinc tétrahydraté de formule chimique ZnSO4·4H2O. Elle cristallise dans le système monoclinique, et elle se trouve généralement dans la localité type en masses réniformes. Sa dureté sur l'échelle de Mohs est de 2. Elle est soluble dans l'eau et s'altère lentement en gunningite dans un environnement sec.

## Classification
Selon la classification de Nickel-Strunz, la boyléite appartient à "07.CB: Sulfates (séléniates, etc.) sans anions additionnels, avec H2O, avec des cations de taille moyenne", avec les minéraux suivants : dwornikite, gunningite, kiesérite, poitevinite, szmikite, szomolnokite, cobaltkiesérite, sandérite, bonattite, aplowite, ilésite, rozénite, starkeyite, drobecite, cranswickite, chalcanthite, jôkokuite, pentahydrite, sidérotile, bianchite, chvaleticéite, ferrohexahydrite, hexahydrite, moorhouséite, nickelhexahydrite, retgersite, biebérite, boothite, mallardite, mélantérite, zinc-mélantérite, alpersite, epsomite, goslarite, morénosite, alunogène, méta-alunogène, aluminocoquimbite, coquimbite, paracoquimbite, rhomboclase, kornélite, quenstedtite, lausénite, lishizhénite, römerite, ransomite, apjohnite, bilinite, dietrichite, halotrichite, pickeringite, redingtonite, wupatkiite et méridianiite.

## Formation et gisements
C'est un produit de l'altération de la sphalérite. Elle a été découverte dans la carrière Porphyry, dans le village de Kropbach, à Münstertal (Bade-Wurtemberg, Allemagne). C'est l'unique endroit du monde où cette espèce minérale a été trouvée.